# Aedes derooki
Aedes derooki är en tvåvingeart som beskrevs av Steffen Lambert Brug 1932. Aedes derooki ingår i släktet Aedes och familjen stickmyggor. Inga underarter finns listade i Catalogue of Life.